# 대문자 ß
대문자 ß(독일어: großes ß 또는 versales ß, ẞ)는 독일어 알파벳에만 있는 고유한 글자인 에스체트(ß)의 대문자형이다. 본래 에스체트는 합자로서 대문자가 없기 때문에, 대문자 에스체트는 독일어 정서법에서 공식적으로 사용하는 문자는 아니었으나 2017년 6월 29일 맞춤법 개정으로 공식문자로 채택되었다. 에스체트의 대문자형의 필요성에 대한 논의는 19세기 말부터 존재했다. 2008년부터 대문자 에스체트는 국제 표준 유니코드의 새 글자로 채택되었으며, 이에 따라 해당 보완이 2008년 6월 24일부터 ISO/IEC 10646에 적용되었다. 2010년부터는 독일 공문서에서 대문자로 된 지명을 표기할 때 대문자 에스체트를 사용하는 것이 의무화되었다.

## 문제

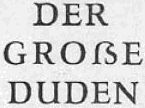
1957년의 두덴 대사전에 쓰인 대문자 ß.

이 글자의 쓰임새에 대해서는 논란이 있었는데, 이는 본래 에스체트의 대문자형이 없기 때문이다. 대문자 에스체트는 공식적인 독일어 정서법에서 사용되지 않는 글자였다. 독일어에서 에스체트가 문두나 단어 앞쪽에 나오는 경우는 없으므로 에스체트가 대문자로 사용되는 경우는 드물다. 대문자 에스체트가 필요한 때는 오직 강조를 위해 모든 글자를 대문자로 표시하는 경우뿐인데, 이 경우 현대 독일어 철자법은 에스체트를 ss로 대체하여 표기하도록 한다. 흑자체를 사용한 독일의 전통적 인쇄물들은 대문자만을 이용한 표기법을 사용하지 않았다. 이 때문에 에스체트는 라틴 문자 중 대문자가 없는 몇 안 되는 글자였다.
그러나 대문자 에스체트를 도입하려는 노력은 계속되어 왔다. 에스체트의 대문자형을 사용하자는 주장은 1879년 전문잡지인 《인쇄술 저널》(Journal für Buchdruckerkunst)에서 다루어지면서부터 공론화되었다.

1925년 두덴 대사전에서는 대문자 에스체트의 규격을 통일할 필요성을 주장하였다.
"하나의 소리를 표기하기 위해 두 개의 글자를 사용하는 것은 임시변통일 뿐이며, 대문자 에스체트에 대한 적당한 인쇄활자가 성립되는 대로 중단되어야 한다."

1957년, 1960년에 출간된 동독 두덴 대사전(제15판)에서는 제목에 대문자 에스체트를 사용하지만, 정서법은 상기의 규정이 계속 유효했다. 1969년의 제16판에서는 대문자 에스체트 사용에 대한 전망이 조금 나아졌다. 
"에스체트 문자는 불행히도 아직 대문자가 없다. 대문자형은 지금도 아직 SS로 대체되거나, 오해의 소지가 있을 경우 SZ로 대체된다. 에스체트의 대문자형을 만들기 위한 노력이 진행 중이다."

1984년의 제25판에서는 에스체트의 대문자형에 대한 암시가 빠졌으며, 첫 문장의 "불행히도 아직"(leider noch)나 두 번째 문장의 "지금도 아직"(jetzt noch)와 같은 어구가 삭제되었다. 
"에스체트 문자는 대문자가 없다. 대문자형은 SS로 대체되거나, 오해의 소지가 있을 경우 SZ로 대체된다."
2000년도에는 몇몇 타이포그래퍼들을 중심으로 대문자 에스체트를 도입하려는 시도가 있었다. 유니코드에 해당 문자를 포함하기 위해 2004년 제출된 안은 기각되었다. 2007년에 제출된 두 번째 안은 통과되었고, 대문자 에스체트는 2008년 4월 유니코드 버전 5.1.0에 포함되었다("ẞ" U+1E9E LATIN CAPITAL LETTER SHARP S).
2017년 6월 29일 독일어 정서법 위원회(Rat für deutsche Rechtschreibung)의 새 맞춤법 개정안에서 독일문자를 구성하는 공식글자로 인정되었다. 2017년 독일어 맞춤법(제25항 붙임3)에 따르면, 에스체트를 대문자로 쓸 때 "SS"로 바꿔쓰거나 대문자형 "ẞ"를 쓰는 것 모두 허용된다.
"(에스체트의) 대문자를 쓸 때 SS를 사용한다. 그밖에 대문자 ẞ의 사용도 가능하다. 예시: Straße – STRASSE – STRAẞE"

## 유니코드
2008년 대문자 에스체트가 유니코드의 새 문자로 채택되었다.
| 문자 | 유니코드 위치 | 유니코드 명칭                | 명칭                 | HTML 십진수 |
| ---- | ------------- | ---------------------------- | -------------------- | ----------- |
| ẞ    | U+1E9E        | LATIN CAPITAL LETTER SHARP S | 라틴 대문자 에스체트 | &#7838;     |

## 같이 보기
- ß
- B